# Drengene fra Angora
Drengene fra Angora är ett danskt satirprogram från 2004. Programmet sändes under två säsonger och varje program var 30 minuter långt. De medverkande i programmet är Simon Kvamm, Esben Pretzmann och Rune Tolsgaard. Dessa spelar dock flera roller var, så att persongalleriet blir tämligen stort. Programmets ram är en TV-studio med studiovärden Simon Kvamm i rollen som sig själv. Programmet gick i repris i SVT2 under 2010.